# Strogino
Strogino (rusky Строгино), dříve známé jako Ostrogino je část Moskvy na severozápadě města (má statut Městského okruhu (Муниципальный округ)), na pravém břehu řeky Moskvy.
Celá lokalita je pojmenovaná po zaniklé vesnici, známé již ze 17. století. Později zde sídlili v letních časech Romanovci a Naryškinové. Roku 1960 spolu s rozšiřováním metropole bylo Strogino začleněno pod Moskvu. V 70. letech 20. století začala masivní výstavba panelových sídlišť; ve stavbě je metro (otevření několika stanic třetí linky do oblasti Strogina je plánováno na rok 2007. Hlavní osou je zde třída pod názvem Stroginský bulvár (Строгинский бульвар).